# Heinrich Beck (Schauspieler)

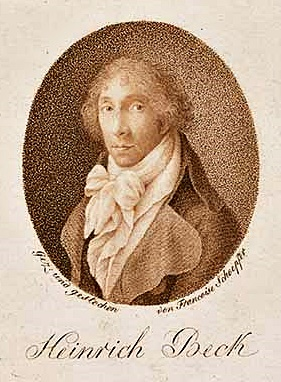
Heinrich Beck, Bildnis von Franziska Schöpfer

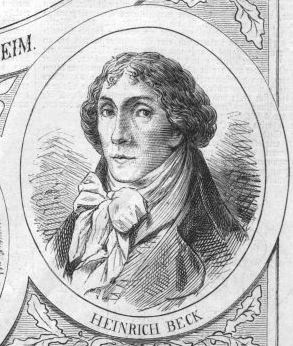
Heinrich Beck

Heinrich Christian Beck (* 19. Februar 1760 in Gotha; † 7. Mai 1803 in Mannheim) war ein deutscher Schauspieler und Dramatiker.

## Leben
Beck begann zusammen mit August Iffland und Johann David Beil seine theatralische Laufbahn am Hoftheater in Gotha und ging nach der Auflösung des Theaters 1779 wie der Großteil des Ensembles an das Nationaltheater Mannheim, das damals unter Wolfgang Heribert von Dalbergs Leitung eine künstlerische Blüte erlebte. Beck wirkte dort bei den Uraufführungen von Schillers ersten Schauspielen Die Räuber (als Kosinsky) und Fiesco (als Bourgognino) mit.
1799 berief ihn Kurfürst Maximilian IV. Joseph von Bayern als Regisseur nach München. Von dort kehrte er 1801 als Theaterdirektor nach Mannheim zurück, wo er im Mai 1803 starb.
Beck war für sein schauspielerisches Können und seine gute Stimme bekannt und bewegte sich mit gleicher Gewandtheit im Lust- und Trauerspiel wie im Singspiel.
Unter seinen eigenen Theaterstücken fanden die Lustspiele Die Schachmaschine (Berlin 1798), Die Quälgeister (eine Bearbeitung von Shakespeares Much ado about nothing; Frankfurt 1802) und Das Kamäleon (Frankfurt 1803) den meisten Beifall. Sein dramatisches Werk erschien unter dem Titel Theater in 3 Bänden ab 1802 in Frankfurt.
Becks erste Ehefrau Karoline, geborene Ziegler (* 3. Januar 1766 in Mannheim), eine talentvolle, vielversprechende Schauspielerin, debütierte 1781 in Mannheim, starb aber schon am 24. Juli 1784. Friedrich Schiller, dem sie als Darstellerin seiner Luise in Kabale und Liebe vorgeschwebt hatte, bewies ihr besondere Zuneigung.
Mit seiner zweiten Frau, der Sängerin und Schauspielerin Josefa Beck (unbekannt–1827), hatte er die Töchter Louise Beck (1789–1857), Schauspielerin und Dramatikerin, und Auguste Beck (1793–frühestens 1827), Sängerin (Sopran).